# Homeland (album)
Homeland – album autorstwa amerykańskiej artystki, Laurie Anderson. Album ukazał się 22 czerwca w 2010 roku nakładem Nonesuch Records. Jest to jej pierwsza studyjna płyta od 9 lat, czyli od czasu albumu Life on a String z 2001 roku.
Na okładce albumu widnieje wizerunek męskiego alter ego Laurie Anderson – Fenwaya Bergamota. Głos tej postaci jest narratorem w utworze "Another Day in America".

## Lista utworów
CD:
| 1.  | "Transitory Life"             | 6:52    |
|     |                               |         |
| 2.  | "My Right Eye"                | 5:01    |
|     |                               |         |
| 3.  | "Thinking of You"             | 4:12    |
|     |                               |         |
| 4.  | "Strange Perfumes"            | 4:46    |
|     |                               |         |
| 5.  | "Only an Expert"              | 7:26    |
|     |                               |         |
| 6.  | "Falling"                     | 3:19    |
|     |                               |         |
| 7.  | "Another Day in America"      | 11:24   |
|     |                               |         |
| 8.  | "Bodies in Motion"            | 7:10    |
|     |                               |         |
| 9.  | "Dark Time in the Revolution" | 5:14    |
|     |                               |         |
| 10. | "The Lake"                    | 5:39    |
|     |                               |         |
| 11. | "The Beginning of Memory"     | 2:45    |
|     |                               |         |
| 12. | "Flow"                        | 2:15    |
|     |                               |         |
|     |                               | 1:06:03 |
|     |                               |         |
dodatek DVD:
| 13. | "Homeland: The Story of the Lark" | 41:00 |
|     |                                   |       |
| 14. | "Laurie's Violin"                 | 7:00  |
|     |                                   |       |
|     |                                   | 48:00 |
|     |                                   |       |

## Single
Album promuje singel "Only an Expert", wydany w nakładzie limitowanym w postaci płyty gramofonowej 12". Na jego stronie B znajduje się utwór "Pictures and Things" z gościnnym udziałem Antony'ego Hegarty'ego.

## Twórcy
Produkcja muzyczna i miksowanie
- Laurie Anderson, Lou Reed, Roma Baran – produkcja muzyczna
- Laurie Anderson, Pat Dillett, Mario McNulty, Marc Urselli – inżynieria
- Mario McNulty – miksowanie
- Scott Hull (w Masterdisk w Nowym Jorku) – mastering

Instrumenty
- Laurie Anderson – melorecytacja, śpiew (1-11), skrzypce (3, 7, 12), instrumenty klawiszowe (1-11), przeszkadzajki (2-5, 7-9, 11), radio (9)

oraz:
- Joey Baron – perkusja (9)
- Rob Burger – instrumenty klawiszowe (2-5, 8, 9), orchestrion (2-3, 8), akordeon (3, 4, 9, 10), marxofon (4)
- Omar Hakim – perkusja (5)
- Kieran Hebden (Four Tet) – instrumenty klawiszowe (5)
- Antony Hegarty – śpiew (4), chórki (7)
- Shahzad Ismaily – przeszkadzajki (4)
- Eyvind Kang – altówka (1-7, 9, 10)
- Igor Koshkendey, Mongoun-Ool Ondar (z tuwińskiej grupy Chirgilchin) – igil (1)
- Aidysmaa Koshkendey (Chirgilchin) – śpiew (1, 11)
- Lolabelle – fortepian (8)
- Mario McNulty – przeszkadzajki (11)
- Lou Reed – dodatkowe przeszkadzajki (2), gitara (5)
- Peter Scherer – instrumenty klawiszowe (1, 2, 4, 5, 10, 11)
- Skuli Sverrisson – gitara basowa (7), gitara (8), bas (9)
- Ben Witman – przeszkadzajki i perkusja (7)
- John Zorn – saksofon (8, 11)

DVD
("Homeland: The Story of the Lark", “Laurie’s Violin”)
- Braden King – reżyseria
- Katie Stern (Truckstop Media) – produkcja

Oprawa graficzna
- John Gall – projekt
- Andrew Zuckerman – fotografia na okładce
- Laurie Anderson, Dave Bowkett, Aaron Copp, Jody Elff, Peter Scherer, Skúli Sverrisson – fotografie

Inne
- David Bither – producent wykonawczy